# На ленинском пути
«На ленинском пути» — новосибирский журнал, издававшийся в 1927—1933 годы. Был руководящим теоретическим изданием в области экономики и политики. Издательство: Сибкрайком ВКП(б).

## История
С 1927 года журнал издавал Сибкрайком ВКП(б), с августа 1930 года — Западно-Сибирский крайком ВКП(б).
С 1928 по 1930 год издание выходило 2 раза в месяц, с 1931 по 1932 год — ежемесячно.
В марте 1933 года решением ЦК ВКП(б) журнал «На ленинском пути» был закрыт под предлогом режима экономии бумаги.

## Аудитория и тематика
Читательской аудиторией был партактив сибирских коммунистов. В издании печатались документы крайкома ВКП(б), доклады, изложения речей глав из краевой партийной организации, иногда их собственные статьи.

## Тираж
Тираж журнала был не более 12 тысяч экземпляров.

## Редакторы
В числе редакторов указывались: Р. Я. Кисис, С. И. Сырцов, Р. И. Эйхе, А. М. Гальперин, В. Н. Кузнецов, А. А. Гендон, В. А. Каврайский, М. В. Зайцев, И. С. Нусинов, А. Л. Курс и т. д. Тем не мене настоящим редактором журнала был И. И. Ляшенко.